# Biokolmation
Biokolmation, auch biologische Kolmation genannt, ist die Verringerung der Durchlässigkeit des Bodens durch mikrobielle Biomasse. Die mikrobielle Biomasse blockiert den Wasserweg im Porenraum, bildet eine undurchlässige Schicht im Boden und verringert so die Geschwindigkeit der Infiltration von Wasser.
Biokolmation wird unter kontinuierlicher Infiltration bei verschiedenen Feldbedingungen, etwa in künstlichen Wasserbassins, Perkolationsgräben, Bewässerungskanälen, Abwasserbehandlungssystemen und Deponiebarrieren beobachtet. Sie beeinflusst auch die Grundwasserströmung im Grundwasserleiter, verändert die Wirksamkeit technischer Einrichtungen wie einer Reaktiven Wand oder der tertiären Ölgewinnung. In Situationen, in denen die Infiltration von Wasser technisch erforderlich ist, kann die Biokolmation problematisch sein und Gegenmaßnahmen wie die regelmäßige Trocknung des Systems erfordern. In einigen Fällen kann Biokolmation aber auch ausgenutzt werden, um eine undurchlässige Schicht herzustellen, um die Infiltrationsrate und damit Wasserverluste zu minimieren.

## Allgemeine Beschreibung

### Veränderung der Permeabilität mit der Zeit
Biokolmation äußert sich als Abnahme der Infiltrationsrate. Eine Verringerung der Infiltrationsrate im technischen Experiment auf diese Weise wurde zuerst in den 1940er Jahren beobachtet, als die Infiltration aus Wasserbassins in Bewässerungsanlagen und die Wasserverteilung auf künstlich bewässerten landwirtschaftlichen Böden untersucht wurde. Wenn die Böden kontinuierlich wassergesättigt sind, ändert sich die Permeabilität bzw. die gesättigte hydraulische Leitfähigkeit in 3 Stufen:
1. Die Permeabilität verringert sich nach 10 bis 20 Tagen, möglicherweise aufgrund von physikalischen Veränderungen der Bodenstruktur.
2. Die Permeabilität erhöht sich durch Verdrängung der eingeschlossenen Luft im Boden durch das Perkolationswasser.
3. Die Permeabilität verringert sich nach 2 bis 4 Wochen aufgrund des Zerfalls von Aggregaten und der biologischen Kolmation von Bodenporen mit mikrobiellen Zellen und deren synthetisierten Stoffwechselprodukten, zum Beispiel extrazelluläre polymere Substanzen wie Polysaccharide.

Die Biokolmation ist also an der dritten Stufe beteiligt.

### Ursachen von Wasserundurchlässigkeit
Je nach Feldbedingung gibt es verschiedene Ursachen für die Änderung der hydraulischen Leitfähigkeit, von denen die Biokolmation nur eine ist.
1. Physikalische Ursachen: Physisches Verstopfen durch Schwebstoffe oder physikalische Veränderungen der Böden wie Zerfall des Aggregatgefüges. Auch die Lösung der eingeschlossenen Bodenluft im Perkolationswasser ist eine physikalische Ursache, hier aber für die Erhöhung der hydraulischen Leitfähigkeit.
2. Chemische Ursachen: Veränderung der Elektrolytkonzentration in der wässrigen Phase, die eine Dispersion und Quellung von Tonminerale bewirkt. Eine hohe Konzentration von Natriumionen im Bewässerungswasser führt über Austausch von Natrium gegen Magnesium oder Calcium zu einer Bodenverdichtung, dies wird als Natrium-Adsorptionswert (englisch SAR, Sodium Adsorption Ratio) gemessen.
3. Biologische Ursachen:
  1. Biokolmation durch Zellen oder Zellkolonien (wie Bakterien,[3][4][5][6] Algen[7] und Pilzen[8][9]) und von diesen synthetisierte Stoffen wie extrazellulären polymeren Substanzen,[10] die Biofilme aufbauen[11][12][13] und Zellkolonien zusammenhalten[14], sind direkte biologische Ursachen für die Abnahme der hydraulischen Leitfähigkeit. Dies ist die Biokolmation im engeren Sinne.
  2. Die Bildung von Gasblasen, etwa von Methan,[15] die durch Methanogenese gebildet werden, verdrängt Wasser aus den Bodenporen und trägt zur Verringerung der hydraulischen Leitfähigkeit bei. Da das Gas mikrobielles Endprodukt ist, kann dies auch als Biokolmation angesehen werden.
  3. Eisenbakterien verursachen durch Umwandlung löslicher Eisen(II)-Ionen in unlösliche Eisenhydroxide Ablagerungen von Eisenocker-Niederschlägen, die zur Verstopfung der Bodenporen führen kann.[16] Auch dies ist eine indirekte biologische Ursache der Abnahme der hydraulischen Leitfähigkeit.